# Liste de mosquées aux Pays-Bas
Cet article présente la liste de mosquées aux Pays-Bas.

## Liste
| Nom                                     | Image | Ville              | Province                | Inauguration     |
| --------------------------------------- | ----- | ------------------ | ----------------------- | ---------------- |
| Mosquée Arrahma de Bois-le-Duc          |       | Bois-le-Duc        | Brabant-Septentrional   | 1996             |
| Mosquée Arrahman de Bréda               |       | Bréda              | Brabant-Septentrional   |                  |
| Mosquée Fatih d'Eindhoven               |       | Eindhoven          | Brabant-Septentrional   |                  |
| Mosquée Furqaan d'Eindhoven             |       | Eindhoven          | Brabant-Septentrional   |                  |
| Mosquée Süleymaniye de Tilbourg         |       | Tilbourg           | Brabant-Septentrional   | 2001             |
| Mosquée Suleymaniye d'Uden              |       | Uden               | Brabant-Septentrional   |                  |
| Mosquée Yıldırım Beyazit d'Uden         |       | Uden               | Brabant-Septentrional   | 1990             |
| Mosquée Selimiye de Veghel              |       | Veghel             | Brabant-Septentrional   | 1980             |
| Mosquée An Nur de Waalwijk              |       | Waalwijk           | Brabant-Septentrional   | 1989             |
| Mosquée Mevlana d'Assen                 |       | Assen              | Drenthe                 |                  |
| Mosquée El Moslimien d'Assen            |       | Assen              | Drenthe                 |                  |
| Mosquée Yildirim Beyazit d'Emmen        |       | Emmen              | Drenthe                 |                  |
| Mosquée Al Mohsinien de Meppel          |       | Meppel             | Drenthe                 | 2009             |
| Mosquée Abu Bakr d'Almere               |       | Almere             | Flevoland               |                  |
| Mosquée Sultan Ahmet d'Almere           |       | Almere             | Flevoland               |                  |
| Mosquée Fatih de Dronten                |       | Dronten            | Flevoland               |                  |
| Mosquée Firdaus de Lelystad             |       | Lelystad           | Flevoland               |                  |
| Mosquée Assalam de Leeuwarden           |       | Leeuwarden         | Frise                   | 1996             |
| Mosquée Ayasofya de Sneek               |       | Sneek              | Frise                   | 1978             |
| Mosquée Yunus Emre de Delfzijl          |       | Delfzijl           | Groningue               |                  |
| Mosquée Eyup Sultan de Groningue        |       | Groningue          | Groningue               |                  |
| Mosquée Fatih d'Aalten                  |       | Aalten             | Gueldre                 |                  |
| Mosquée Eyup Sultan d'Apeldoorn         |       | Apeldoorn          | Gueldre                 |                  |
| Mosquée Ayasofya d'Arnhem               |       | Arnhem             | Gueldre                 |                  |
| Mosquée Imami Azam de Culemborg         |       | Culemborg          | Gueldre                 | 2011             |
| Mosquée Selimiye de Dieren              |       | Dieren             | Gueldre                 |                  |
| Mosquée Merkez de Doetinchem            |       | Doetinchem         | Gueldre                 |                  |
| Mosquée Al Mouahidin d'Ede              |       | Ede                | Gueldre                 | 2009             |
| Mosquée Sultan Ahmet de Vaassen         |       | Epe                | Gueldre                 |                  |
| Mosquée Ayasofya d'Eerbeek              |       | Brummen            | Gueldre                 |                  |
| Mosquée Akif Ersoy d'Harderwijk         |       | Harderwijk         | Gueldre                 |                  |
| Mosquée Selimiye de Lochem              |       | Lochem             | Gueldre                 |                  |
| Mosquée Abibakr de Nimègue              |       | Nimègue            | Gueldre                 |                  |
| Mosquée El Moslimine de Nimègue         |       | Nimègue            | Gueldre                 |                  |
| Mosquée Eyup Sultan de Nimègue          |       | Nimègue            | Gueldre                 |                  |
| Mosquée Krekelstraat de Nimègue         |       | Nimègue            | Gueldre                 |                  |
| Mosquée Ahmet Yesevi de Tiel            |       | Tiel               | Gueldre                 |                  |
| Mosquée Naser de Tiel                   |       | Tiel               | Gueldre                 |                  |
| Mosquée El Hasani de Tiel               |       | Tiel               | Gueldre                 |                  |
| Mosquée Al Fath d'Alphen-sur-le-Rhin    |       | Alphen-sur-le-Rhin | Hollande-Méridionale    |                  |
| Mosquée Sultan Ahmet de Delft           |       | Delft              | Hollande-Méridionale    | 1995             |
| Mosquée Mevlana de Dordrecht            |       | Dordrecht          | Hollande-Méridionale    |                  |
| Mosquée Al-Rahman de Dordrecht          |       | Dordrecht          | Hollande-Méridionale    |                  |
| Mosquée Al Fath de Dordrecht            |       | Dordrecht          | Hollande-Méridionale    | 2014             |
| Mosquée Al Madinah de La Haye           |       | La Haye            | Hollande-Méridionale    |                  |
| Mosquée Anware Mustafa de La Haye       |       | La Haye            | Hollande-Méridionale    | 1981             |
| Mosquée Aqsa de La Haye                 |       | La Haye            | Hollande-Méridionale    | 1979             |
| Mosquée As-Soennah de La Haye           |       | La Haye            | Hollande-Méridionale    | 2008             |
| Mosquée Mobarak de La Haye              |       | La Haye            | Hollande-Méridionale    | 9 décembre 1955  |
| Mosquée Anadolu de Rotterdam            |       | Rotterdam          | Hollande-Méridionale    | 1982             |
| Mosquée Kocatepe de Rotterdam           |       | Rotterdam          | Hollande-Méridionale    | 1996             |
| Mosquée Mevlana de Rotterdam            |       | Rotterdam          | Hollande-Méridionale    | 2001             |
| Mosquée Essalamm de Rotterdam           |       | Rotterdam          | Hollande-Méridionale    | 17 décembre 2010 |
| Mosquée Al Qibla de Zoetermeer          |       | Zoetermeer         | Hollande-Méridionale    | 22 avril 2005    |
| Mosquée Diyanet de Zoetermeer           |       | Zoetermeer         | Hollande-Méridionale    |                  |
| Mosquée Assoenna d'Amsterdam            |       | Amsterdam          | Hollande-Septentrionale |                  |
| Mosquée Suleymaniye d'Amsterdam         |       | Amsterdam          | Hollande-Septentrionale |                  |
| Mosquée El Tawheed d'Amsterdam          |       | Amsterdam          | Hollande-Septentrionale |                  |
| Mosquée Fatih d'Amsterdam               |       | Amsterdam          | Hollande-Septentrionale | 1981             |
| Mosquée Mevlana d'Amsterdam             |       | Amsterdam          | Hollande-Septentrionale |                  |
| Mosquée Taibah d'Amsterdam              |       | Amsterdam          | Hollande-Septentrionale | 1985             |
| Mosquée Taqwah d'Amsterdam              |       | Amsterdam          | Hollande-Septentrionale | 2012             |
| Mosquée Selimiye de Haarlem             |       | Haarlem            | Hollande-Septentrionale |                  |
| Mosquée Fatih de Haarlem                |       | Haarlem            | Hollande-Septentrionale |                  |
| Mosquée Furkan de Haarlem               |       | Haarlem            | Hollande-Septentrionale |                  |
| Mosquée Al Fath de Hoorn                |       | Hoorn              | Hollande-Septentrionale |                  |
| Mosquée Abdulkadir Geylani de Hoorn     |       | Hoorn              | Hollande-Septentrionale | 1991             |
| Mosquée Fatih de Medemblik              |       | Medemblik          | Hollande-Septentrionale |                  |
| Mosquée Sultan Ahmet de Zaandam         |       | Zaandam            | Hollande-Septentrionale | 1994             |
| Mosquée Nour de Heerlen                 |       | Heerlen            | Limbourg                |                  |
| Mosquée El Fath de Maastricht           |       | Maastricht         | Limbourg                |                  |
| Mosquée El Nour de Ruremonde            |       | Ruremonde          | Limbourg                |                  |
| Mosquée Fatih de Ruremonde              |       | Ruremonde          | Limbourg                |                  |
| Mosquée Sultan Ahmet de Tegelen         |       | Tegelen            | Limbourg                |                  |
| Mosquée Yunus Emre d'Almelo             |       | Almelo             | Overijssel              | 1974             |
| Mosquée Merkez de Deventer              |       | Deventer           | Overijssel              | 2003             |
| Mosquée Selimiye d'Enschede             |       | Enschede           | Overijssel              |                  |
| Mosquée Ertugrul Gazi de Haaksbergen    |       | Haaksbergen        | Overijssel              |                  |
| Mosquée Aya-Sofia de Hengelo            |       | Hengelo            | Overijssel              |                  |
| Mosquée Fatih d'Oldenzaal               |       | Oldenzaal          | Overijssel              |                  |
| Mosquée Ulu d'Utrecht,                  |       | Utrecht            | Utrecht                 | 2014             |
| Mosquée Abi Bakr Assadik d'Utrecht      |       | Utrecht            | Utrecht                 |                  |
| Mosquée Omar-al-Farouk d'Utrecht        |       | Utrecht            | Utrecht                 | 1985             |
| Mosquée Sayidina Ibrahim d'Utrecht      |       | Utrecht            | Utrecht                 | 1996             |
| Mosquée Eyup Sultan de Zeist            |       | Zeist              | Utrecht                 |                  |
| Mosquée Alhrmaan de Goes                |       | Goes               | Zélande                 |                  |
| Mosquée Yildirim-Beyazit de Middelbourg |       | Middelbourg        | Zélande                 |                  |
| Mosquée Suleymaniye de Rilland          |       | Reimerswaal        | Zélande                 |                  |
| Mosquée Touba de Flessingue             |       | Flessingue         | Zélande                 |                  |